# جمعية كشافة بوليفيا
جمعية كشافة بوليفيا هي جمعية الكشافة الوطنية في بوليفيا. تأسست الحركة الكشفية في بوليفيا في عام 1911 وأصبحت عضوا في المنظمة العالمية للحركة الكشفية في عام 1950. الجمعية لديها 7898 عضو (اعتبارا من 2011).
الكشافة في بوليفيا نشطة في المناطق الريفية والحضرية في البلاد، ومفتوحة لجميع الشباب من جميع الأديان. 90٪ من جميع الأعضاء هم من الكاثوليك، والكنيسة ترعى العديد من المجموعات.
جمعية كشافة بوليفيا تفخر على وجود أعضاء من العديد من الطبقات الاجتماعية، سواء في المدن والمناطق الريفية. هناك مجموعات للأطفال المعاقين. كان هناك جهد كبير لجعل الكشافة متاحة للشباب المعاقين والمحرومين، بما في ذلك الشباب في دور الأيتام الدولة.
تشمل الجمعية العديد من الأنشطة الكشفية في خدمة المجتمع مثل حماية البيئة، وإنتاج الغذاء، وغرس الأشجار ومحو الأمية.
الكشافة البوليفية قامت ببناء عدة مراكز تنموية للمجتمع بمساعدة الكشافة الألمانية، الكشافة الأمريكية وا الكشافة الإسبانية، ضمن أشياء أخرى كثيرة. وتقع هذه المراكز الاجتماعية في كوتشابامبا (المقر الرئيسي).